# Championnat du monde masculin de curling 1993
Navigation
Édition précédente Édition suivante
Le Championnat du monde masculin de curling 1993 (nom officiel : World Men's Curling Championship) est la 35e édition de cette compétition de curling.

Il a été organisé en Suisse dans la ville de Genève, dans la patinoire des Vernets du 28 mars au 4 avril 1993.

## Équipes
| Australie | Canada | Danemark | France |
| --- | --- | --- | --- |
| New South Wales CC, Victoria Skip: Hugh Millikin Third: Tom Kidd Second: Gerald Chick Lead: Brian Johnson Remplaçant : Neil Galbraith | Penetang CC, Penetanguishene, Ontario Skip: Russ Howard Third: Glenn Howard Second: Wayne Middaugh Lead: Peter Corner Remplaçant : Larry Merkley | Hvidovre CC Skip: Gert Larsen Third: Oluf Olsen Second: Michael Harry Lead: Henrik Jakobsen Remplaçant : Tom Nielsen          | Megève CC Skip: Claude Feige Third: Jan Henri Ducroz Second: Daniel Moratelli Lead: Laurent Flenghi Remplaçant : Joel Indergand |
| Allemagne | Norvège | Écosse | Suède |
| EC Oberstdorf Skip: Wolfgang Burba Third: Bernhard Mayr Second: Markus Herberg Lead: Martin Beiser Remplaçant : Daniel Herberg        | Risenga CK, Oslo Skip: Tormod Andreassen Third: Stig-Arne Gunnestad Second: Flemming Davanger Lead: Kjell Berg Remplaçant : Pål Trulsen          | St. Martins CC, Perth Skip: David Smith Third: Graeme Connal Second: Peter Smith Lead: David Hay Remplaçant : Gordon Muirhead | Östersunds CK Skip: Peter Lindholm Third: Tomas Nordin Second: Magnus Swartling Lead: Peter Narup Remplaçant : Örjan Jonsson    |
| Suisse | États-Unis | | |
| CC Winterthur Skip: Dieter Wüest Third: Jens Piesbergen Second: Peter Grendelmeier Lead: Simon Roth Remplaçant : Martin Zürrer        | Bemidji CC, Minnesota Skip: Scott Baird Third: Pete Fenson Second: Mark Haluptzok Lead: Tim Johnson Remplaçant : Dan Haluptzok                   | | |

## Classement
| Pays       | Skip              | V | D |
| ---------- | ----------------- | - | - |
| Canada     | Russ Howard       | 7 | 2 |
| Écosse     | David Smith       | 7 | 2 |
| Suisse     | Dieter Wüest      | 5 | 4 |
| États-Unis | Scott Baird       | 5 | 4 |
| Danemark   | Gert Larsen       | 5 | 4 |
| Australie  | Hugh Millikin     | 4 | 5 |
| Norvège    | Tormod Andreassen | 4 | 5 |
| Suède      | Peja Lindholm     | 4 | 5 |
| Allemagne  | Wolfgang Burba    | 3 | 6 |
| France     | Claude Feige      | 1 | 8 |

*Légende: V = Victoire - D = Défaite

## Résultats

### Match 1
| Équipes            | 1 | 2 | 3 | 4 | 5 | 6 | 7 | 8 | 9 | 10 | Total |
| ------------------ | - | - | - | - | - | - | - | - | - | -- | ----- |
| France (Feige)     | – | – | – | – | – | – | – | – | – | –  | 6     |
| États-Unis (Baird) | – | – | – | – | – | – | – | – | – | –  | 8     |

| Équipes           | 1 | 2 | 3 | 4 | 5 | 6 | 7 | 8 | 9 | 10 | Total |
| ----------------- | - | - | - | - | - | - | - | - | - | -- | ----- |
| Suisse (Wüest)    | – | – | – | – | – | – | – | – | – | –  | 1     |
| Allemagne (Burba) | – | – | – | – | – | – | – | – | – | –  | 7     |

| Équipes           | 1 | 2 | 3 | 4 | 5 | 6 | 7 | 8 | 9 | 10 | Total |
| ----------------- | - | - | - | - | - | - | - | - | - | -- | ----- |
| Danemark (Larsen) | – | – | – | – | – | – | – | – | – | –  | 3     |
| Canada (Peterson) | – | – | – | – | – | – | – | – | – | –  | 8     |

| Équipes              | 1 | 2 | 3 | 4 | 5 | 6 | 7 | 8 | 9 | 10 | Total |
| -------------------- | - | - | - | - | - | - | - | - | - | -- | ----- |
| Suède (Lindholm)     | – | – | – | – | – | – | – | – | – | –  | 4     |
| Australie (Millikin) | – | – | – | – | – | – | – | – | – | –  | 6     |

| Équipes              | 1 | 2 | 3 | 4 | 5 | 6 | 7 | 8 | 9 | 10 | Total |
| -------------------- | - | - | - | - | - | - | - | - | - | -- | ----- |
| Norvège (Andreassen) | – | – | – | – | – | – | – | – | – | –  | 2     |
| Écosse (Smith)       | – | – | – | – | – | – | – | – | – | –  | 9     |

### Match 2
| Équipes          | 1 | 2 | 3 | 4 | 5 | 6 | 7 | 8 | 9 | 10 | Total |
| ---------------- | - | - | - | - | - | - | - | - | - | -- | ----- |
| Suède (Lindholm) | – | – | – | – | – | – | – | – | – | –  | 9     |
| France (Feige)   | – | – | – | – | – | – | – | – | – | –  | 2     |

| Équipes              | 1 | 2 | 3 | 4 | 5 | 6 | 7 | 8 | 9 | 10 | Total |
| -------------------- | - | - | - | - | - | - | - | - | - | -- | ----- |
| Norvège (Andreassen) | – | – | – | – | – | – | – | – | – | –  | 7     |
| Allemagne (Burba)    | – | – | – | – | – | – | – | – | – | –  | 6     |

| Équipes            | 1 | 2 | 3 | 4 | 5 | 6 | 7 | 8 | 9 | 10 | Total |
| ------------------ | - | - | - | - | - | - | - | - | - | -- | ----- |
| Danemark (Larsen)  | – | – | – | – | – | – | – | – | – | –  | 5     |
| États-Unis (Baird) | – | – | – | – | – | – | – | – | – | –  | 6     |

| Équipes              | 1 | 2 | 3 | 4 | 5 | 6 | 7 | 8 | 9 | 10 | Total |
| -------------------- | - | - | - | - | - | - | - | - | - | -- | ----- |
| Suisse (Wüest)       | – | – | – | – | – | – | – | – | – | –  | 12    |
| Australie (Millikin) | – | – | – | – | – | – | – | – | – | –  | 8     |

| Équipes           | 1 | 2 | 3 | 4 | 5 | 6 | 7 | 8 | 9 | 10 | Total |
| ----------------- | - | - | - | - | - | - | - | - | - | -- | ----- |
| Canada (Peterson) | – | – | – | – | – | – | – | – | – | –  | 9     |
| Écosse (Smith)    | – | – | – | – | – | – | – | – | – | –  | 2     |

### Match 3
| Équipes            | 1 | 2 | 3 | 4 | 5 | 6 | 7 | 8 | 9 | 10 | Total |
| ------------------ | - | - | - | - | - | - | - | - | - | -- | ----- |
| États-Unis (Baird) | – | – | – | – | – | – | – | – | – | –  | 11    |
| Allemagne (Burba)  | – | – | – | – | – | – | – | – | – | –  | 4     |

| Équipes              | 1 | 2 | 3 | 4 | 5 | 6 | 7 | 8 | 9 | 10 | Total |
| -------------------- | - | - | - | - | - | - | - | - | - | -- | ----- |
| Suède (Lindholm)     | – | – | – | – | – | – | – | – | – | –  | 6     |
| Norvège (Andreassen) | – | – | – | – | – | – | – | – | – | –  | 5     |

| Équipes           | 1 | 2 | 3 | 4 | 5 | 6 | 7 | 8 | 9 | 10 | Total |
| ----------------- | - | - | - | - | - | - | - | - | - | -- | ----- |
| France (Feige)    | – | – | – | – | – | – | – | – | – | –  | 2     |
| Danemark (Larsen) | – | – | – | – | – | – | – | – | – | –  | 7     |

| Équipes        | 1 | 2 | 3 | 4 | 5 | 6 | 7 | 8 | 9 | 10 | Total |
| -------------- | - | - | - | - | - | - | - | - | - | -- | ----- |
| Écosse (Smith) | – | – | – | – | – | – | – | – | – | –  | 4     |
| Suisse (Wüest) | – | – | – | – | – | – | – | – | – | –  | 3     |

| Équipes              | 1 | 2 | 3 | 4 | 5 | 6 | 7 | 8 | 9 | 10 | Total |
| -------------------- | - | - | - | - | - | - | - | - | - | -- | ----- |
| Australie (Millikin) | – | – | – | – | – | – | – | – | – | –  | 7     |
| Canada (Peterson)    | – | – | – | – | – | – | – | – | – | –  | 10    |

### Match 4
| Équipes        | 1 | 2 | 3 | 4 | 5 | 6 | 7 | 8 | 9 | 10 | Total |
| -------------- | - | - | - | - | - | - | - | - | - | -- | ----- |
| Écosse (Smith) | – | – | – | – | – | – | – | – | – | –  | 6     |
| France (Feige) | – | – | – | – | – | – | – | – | – | –  | 5     |

| Équipes              | 1 | 2 | 3 | 4 | 5 | 6 | 7 | 8 | 9 | 10 | Total |
| -------------------- | - | - | - | - | - | - | - | - | - | -- | ----- |
| Norvège (Andreassen) | – | – | – | – | – | – | – | – | – | –  | 5     |
| États-Unis (Baird)   | – | – | – | – | – | – | – | – | – | –  | 6     |

| Équipes          | 1 | 2 | 3 | 4 | 5 | 6 | 7 | 8 | 9 | 10 | Total |
| ---------------- | - | - | - | - | - | - | - | - | - | -- | ----- |
| Suisse (Wüest)   | – | – | – | – | – | – | – | – | – | –  | 4     |
| Suède (Lindholm) | – | – | – | – | – | – | – | – | – | –  | 5     |

| Équipes              | 1 | 2 | 3 | 4 | 5 | 6 | 7 | 8 | 9 | 10 | Total |
| -------------------- | - | - | - | - | - | - | - | - | - | -- | ----- |
| Australie (Millikin) | – | – | – | – | – | – | – | – | – | –  | 4     |
| Danemark (Larsen)    | – | – | – | – | – | – | – | – | – | –  | 7     |

| Équipes           | 1 | 2 | 3 | 4 | 5 | 6 | 7 | 8 | 9 | 10 | Total |
| ----------------- | - | - | - | - | - | - | - | - | - | -- | ----- |
| Allemagne (Burba) | – | – | – | – | – | – | – | – | – | –  | 8     |
| Canada (Peterson) | – | – | – | – | – | – | – | – | – | –  | 6     |

### Match 5
| Équipes              | 1 | 2 | 3 | 4 | 5 | 6 | 7 | 8 | 9 | 10 | Total |
| -------------------- | - | - | - | - | - | - | - | - | - | -- | ----- |
| France (Feige)       | – | – | – | – | – | – | – | – | – | –  | 4     |
| Norvège (Andreassen) | – | – | – | – | – | – | – | – | – | –  | 14    |

| Équipes           | 1 | 2 | 3 | 4 | 5 | 6 | 7 | 8 | 9 | 10 | Total |
| ----------------- | - | - | - | - | - | - | - | - | - | -- | ----- |
| Canada (Peterson) | – | – | – | – | – | – | – | – | – | –  | 9     |
| Suède (Lindholm)  | – | – | – | – | – | – | – | – | – | –  | 8     |

| Équipes            | 1 | 2 | 3 | 4 | 5 | 6 | 7 | 8 | 9 | 10 | Total |
| ------------------ | - | - | - | - | - | - | - | - | - | -- | ----- |
| États-Unis (Baird) | – | – | – | – | – | – | – | – | – | –  | 0     |
| Écosse (Smith)     | – | – | – | – | – | – | – | – | – | –  | 10    |

| Équipes              | 1 | 2 | 3 | 4 | 5 | 6 | 7 | 8 | 9 | 10 | Total |
| -------------------- | - | - | - | - | - | - | - | - | - | -- | ----- |
| Allemagne (Burba)    | – | – | – | – | – | – | – | – | – | –  | 12    |
| Australie (Millikin) | – | – | – | – | – | – | – | – | – | –  | 3     |

| Équipes           | 1 | 2 | 3 | 4 | 5 | 6 | 7 | 8 | 9 | 10 | Total |
| ----------------- | - | - | - | - | - | - | - | - | - | -- | ----- |
| Danemark (Larsen) | – | – | – | – | – | – | – | – | – | –  | 6     |
| Suisse (Wüest)    | – | – | – | – | – | – | – | – | – | –  | 10    |

### Match 6
| Équipes              | 1 | 2 | 3 | 4 | 5 | 6 | 7 | 8 | 9 | 10 | Total |
| -------------------- | - | - | - | - | - | - | - | - | - | -- | ----- |
| Australie (Millikin) | – | – | – | – | – | – | – | – | – | –  | 7     |
| Écosse (Smith)       | – | – | – | – | – | – | – | – | – | –  | 3     |

| Équipes              | 1 | 2 | 3 | 4 | 5 | 6 | 7 | 8 | 9 | 10 | Total |
| -------------------- | - | - | - | - | - | - | - | - | - | -- | ----- |
| Danemark (Larsen)    | – | – | – | – | – | – | – | – | – | –  | 8     |
| Norvège (Andreassen) | – | – | – | – | – | – | – | – | – | –  | 5     |

| Équipes           | 1 | 2 | 3 | 4 | 5 | 6 | 7 | 8 | 9 | 10 | Total |
| ----------------- | - | - | - | - | - | - | - | - | - | -- | ----- |
| Canada (Peterson) | – | – | – | – | – | – | – | – | – | –  | 9     |
| Suisse (Wüest)    | – | – | – | – | – | – | – | – | – | –  | 5     |

| Équipes            | 1 | 2 | 3 | 4 | 5 | 6 | 7 | 8 | 9 | 10 | Total |
| ------------------ | - | - | - | - | - | - | - | - | - | -- | ----- |
| États-Unis (Baird) | – | – | – | – | – | – | – | – | – | –  | 8     |
| Suède (Lindholm)   | – | – | – | – | – | – | – | – | – | –  | 4     |

| Équipes           | 1 | 2 | 3 | 4 | 5 | 6 | 7 | 8 | 9 | 10 | Total |
| ----------------- | - | - | - | - | - | - | - | - | - | -- | ----- |
| Allemagne (Burba) | – | – | – | – | – | – | – | – | – | –  | 4     |
| France (Feige)    | – | – | – | – | – | – | – | – | – | –  | 5     |

### Match 7
| Équipes           | 1 | 2 | 3 | 4 | 5 | 6 | 7 | 8 | 9 | 10 | Total |
| ----------------- | - | - | - | - | - | - | - | - | - | -- | ----- |
| Allemagne (Burba) | – | – | – | – | – | – | – | – | – | –  | 3     |
| Écosse (Smith)    | – | – | – | – | – | – | – | – | – | –  | 7     |

| Équipes           | 1 | 2 | 3 | 4 | 5 | 6 | 7 | 8 | 9 | 10 | Total |
| ----------------- | - | - | - | - | - | - | - | - | - | -- | ----- |
| Danemark (Larsen) | – | – | – | – | – | – | – | – | – | –  | 8     |
| Suède (Lindholm)  | – | – | – | – | – | – | – | – | – | –  | 6     |

| Équipes            | 1 | 2 | 3 | 4 | 5 | 6 | 7 | 8 | 9 | 10 | Total |
| ------------------ | - | - | - | - | - | - | - | - | - | -- | ----- |
| Canada (Peterson)  | – | – | – | – | – | – | – | – | – | –  | 9     |
| États-Unis (Baird) | – | – | – | – | – | – | – | – | – | –  | 7     |

| Équipes        | 1 | 2 | 3 | 4 | 5 | 6 | 7 | 8 | 9 | 10 | Total |
| -------------- | - | - | - | - | - | - | - | - | - | -- | ----- |
| France (Feige) | – | – | – | – | – | – | – | – | – | –  | 6     |
| Suisse (Wüest) | – | – | – | – | – | – | – | – | – | –  | 7     |

| Équipes              | 1 | 2 | 3 | 4 | 5 | 6 | 7 | 8 | 9 | 10 | Total |
| -------------------- | - | - | - | - | - | - | - | - | - | -- | ----- |
| Australie (Millikin) | – | – | – | – | – | – | – | – | – | –  | 2     |
| Norvège (Andreassen) | – | – | – | – | – | – | – | – | – | –  | 9     |

### Match 8
| Équipes           | 1 | 2 | 3 | 4 | 5 | 6 | 7 | 8 | 9 | 10 | Total |
| ----------------- | - | - | - | - | - | - | - | - | - | -- | ----- |
| Allemagne (Burba) | – | – | – | – | – | – | – | – | – | –  | 6     |
| Danemark (Larsen) | – | – | – | – | – | – | – | – | – | –  | 7     |

| Équipes            | 1 | 2 | 3 | 4 | 5 | 6 | 7 | 8 | 9 | 10 | Total |
| ------------------ | - | - | - | - | - | - | - | - | - | -- | ----- |
| Suisse (Wüest)     | – | – | – | – | – | – | – | – | – | –  | 5     |
| États-Unis (Baird) | – | – | – | – | – | – | – | – | – | –  | 4     |

| Équipes              | 1 | 2 | 3 | 4 | 5 | 6 | 7 | 8 | 9 | 10 | Total |
| -------------------- | - | - | - | - | - | - | - | - | - | -- | ----- |
| Australie (Millikin) | – | – | – | – | – | – | – | – | – | –  | 6     |
| France (Feige)       | – | – | – | – | – | – | – | – | – | –  | 5     |

| Équipes              | 1 | 2 | 3 | 4 | 5 | 6 | 7 | 8 | 9 | 10 | Total |
| -------------------- | - | - | - | - | - | - | - | - | - | -- | ----- |
| Canada (Peterson)    | – | – | – | – | – | – | – | – | – | –  | 4     |
| Norvège (Andreassen) | – | – | – | – | – | – | – | – | – | –  | 7     |

| Équipes          | 1 | 2 | 3 | 4 | 5 | 6 | 7 | 8 | 9 | 10 | Total |
| ---------------- | - | - | - | - | - | - | - | - | - | -- | ----- |
| Écosse (Smith)   | – | – | – | – | – | – | – | – | – | –  | 5     |
| Suède (Lindholm) | – | – | – | – | – | – | – | – | – | –  | 4     |

### Match 9
| Équipes              | 1 | 2 | 3 | 4 | 5 | 6 | 7 | 8 | 9 | 10 | Total |
| -------------------- | - | - | - | - | - | - | - | - | - | -- | ----- |
| Norvège (Andreassen) | – | – | – | – | – | – | – | – | – | –  | 5     |
| Suisse (Wüest)       | – | – | – | – | – | – | – | – | – | –  | 8     |

| Équipes           | 1 | 2 | 3 | 4 | 5 | 6 | 7 | 8 | 9 | 10 | Total |
| ----------------- | - | - | - | - | - | - | - | - | - | -- | ----- |
| France (Feige)    | – | – | – | – | – | – | – | – | – | –  | 7     |
| Canada (Peterson) | – | – | – | – | – | – | – | – | – | –  | 9     |

| Équipes           | 1 | 2 | 3 | 4 | 5 | 6 | 7 | 8 | 9 | 10 | Total |
| ----------------- | - | - | - | - | - | - | - | - | - | -- | ----- |
| Écosse (Smith)    | – | – | – | – | – | – | – | – | – | –  | 7     |
| Danemark (Larsen) | – | – | – | – | – | – | – | – | – | –  | 5     |

| Équipes           | 1 | 2 | 3 | 4 | 5 | 6 | 7 | 8 | 9 | 10 | Total |
| ----------------- | - | - | - | - | - | - | - | - | - | -- | ----- |
| Suède (Lindholm)  | – | – | – | – | – | – | – | – | – | –  | 9     |
| Allemagne (Burba) | – | – | – | – | – | – | – | – | – | –  | 5     |

| Équipes              | 1 | 2 | 3 | 4 | 5 | 6 | 7 | 8 | 9 | 10 | Total |
| -------------------- | - | - | - | - | - | - | - | - | - | -- | ----- |
| États-Unis (Baird)   | – | – | – | – | – | – | – | – | – | –  | 8     |
| Australie (Millikin) | – | – | – | – | – | – | – | – | – | –  | 9     |

### Tie-break

#### Tie break 1
| Équipes            | 1 | 2 | 3 | 4 | 5 | 6 | 7 | 8 | 9 | 10 | Total |
| ------------------ | - | - | - | - | - | - | - | - | - | -- | ----- |
| Suisse (Wüest)     | – | – | – | – | – | – | – | – | – | –  | 5     |
| États-Unis (Baird) | – | – | – | – | – | – | – | – | – | –  | 6     |

#### Tie break 2
| Équipes            | 1 | 2 | 3 | 4 | 5 | 6 | 7 | 8 | 9 | 10 | Total |
| ------------------ | - | - | - | - | - | - | - | - | - | -- | ----- |
| États-Unis (Baird) | – | – | – | – | – | – | – | – | – | –  | 7     |
| Danemark (Larsen)  | – | – | – | – | – | – | – | – | – | –  | 3     |

### Playoffs
|  | Demi-finales | Demi-finales |        |   | Finale | Finale |
|  | Demi-finales | Demi-finales |        |   | Finale | Finale |
|  |              |              |        |   |        |        |
|  |              |              |        |   |        |        |
|  |              |              |        |   |        |        |
|  | Canada       | 6            |        |   |        |        |
|  | Canada       | 6            |        |   |        |        |
|  | États-Unis   | 5            |        |   |        |        |
|  | États-Unis   | 5            | Canada | 8 |        |        |
|  |              |              | Canada | 8 |        |        |
|  |              | Écosse       | 4      |   |        |        |
|  | Écosse       | Écosse       | 4      | 9 |        |        |
|  | Écosse       |              |        | 9 |        |        |
|  | Suisse       | 2            |        |   |        |        |
|  | Suisse       | 2            |        |   |        |        |

#### Finale
| Équipes           | 1 | 2 | 3 | 4 | 5 | 6 | 7 | 8 | 9 | 10 | Total |
| ----------------- | - | - | - | - | - | - | - | - | - | -- | ----- |
| Écosse (Smith)    | 0 | 0 | 0 | 1 | 0 | 2 | 0 | 1 | 0 | X  | 4     |
| Canada (Peterson) | 0 | 0 | 1 | 0 | 1 | 0 | 3 | 0 | 3 | X  | 8     |

| Champion du monde de curling 1993 |
| --------------------------------- |
| Canada 21e titre                  |